# 早川嘉春
早川 嘉春（はやかわ よしはる、1937年1月5日 - 2021年11月16日）は、日本の朝鮮語・英語学者、フェリス女学院大学名誉教授。

## 生涯
1961年に国際基督教大学を卒業後、ソウル大学大学院に学ぶ。1974年に韓国の民青学連事件で、事件を取材していたジャーナリストの太刀川正樹の通訳を務め、内乱扇動罪などで懲役20年の重刑を宣告されたが、のちに釈放される。和光大学助教授、フェリス女学院大学教授を務めた。2005年に定年退任し、名誉教授に就任した。NHK「アンニョンハシムニカ・ハングル講座」の講師を務めた。
2021年11月16日、腎不全のため死去した。84歳没。

## 著書
- 『朝鮮語入門講座 1 (日常会話から文法基礎へ)』鶏林館書店 1976
- 『エクスプレス朝鮮語』白水社 1986
- 『日本語から学ぶ韓国語会話』創拓社 アプリケイティブ・メソッド 1991
- 『日本語から学ぶ韓国語会話』創拓社 アプリケイティブ・メソッド 1994
- 『メモ式朝鮮語早わかり』三修社 1994
- 『朝鮮語』白水社 2001
- 『ゼロから始める韓国語 文法中心』三修社 2003
- 『韓国語のスタートライン』三修社 2006

### 共著
- 『弟・早川嘉春「韓国民青学連事件」と家族 写真・資料集』早川公二共著 早川貞夫 1975
- 『韓国語会話110番 こんなときどう言う? 韓国旅行編』丁元泰共著 旺文社 1986
- 『韓国語会話110番 こんなときどう言う? 日常生活編』丁元泰共著 旺文社 1987
- 『エクスプレス英語(イギリス)』ジョン・スネリング共著 白水社 1990
- 『イギリス英語』ジョン・スネリング共著 白水社 2004
- 『ニューエクスプレス日本語』刈田カイ,佐藤乃理子,中村豊美, 根本牧,安田芳子,ローリー日比野晴美共著 白水社 2008

### 翻訳
- 朴趾源『兩班傳』編註 鷄林館書店 ハングル原文読本 1977
- 朴寅基編『韓国心の旅 エッセイで学ぶハングル』共栄書房 1992